# Allobates caribe
Allobates caribe es una especie de anfibio anuro de la familia Aromobatidae.

## Distribución geográfica
Esta especie es endémica de Cerro El Humo en el estado de Sucre en Venezuela. Habita a una altitud de 1050 m.

## Publicación original
- Barrio-Amorós, Rivas-Fuenmayor, & Kaiser, 2006 : New species of Colostethus (Anura, Dendrobatidae) from the Peninsula de Paria, Venezuela. Journal of Herpetology, vol. 40, n.º 3, p. 371-377.[5]